# Ministrowie spraw zagranicznych Włoch
Ministrowie spraw zagranicznych we Włoszech kierują Ministerstwem Spraw Zagranicznych. Urząd ten powstał w okresie Królestwa Włoch i funkcjonuje również po wprowadzeniu ustroju republikańskiego.

## Królestwo Włoch
| Minister                      | Okres urzędowania |
| ----------------------------- | ----------------- |
| Camillo Benso di Cavour       | 1861–1861         |
| Bettino Ricasoli              | 1861–1862         |
| Urbano Rattazzi               | 1862–1862         |
| Giuseppe Pasolini             | 1862–1863         |
| Emilio Visconti-Venosta       | 1863–1864         |
| Alfonso Ferrero La Marmora    | 1864–1866         |
| Emilio Visconti-Venosta       | 1866–1867         |
| Pompeo Di Campello            | 1867–1867         |
| Federico Luigi                | 1867–1869         |
| Emilio Visconti-Venostaa      | 1869–1876         |
| Luigi Amedeo Melegari         | 1876–1877         |
| Agostino Depretis             | 1877–1878         |
| Luigi Corti                   | 1878–1878         |
| Benedetto Cairoli             | 1878–1878         |
| Agostino Depretis             | 1878–1879         |
| Benedetto Cairoli             | 1879–1881         |
| Pasquale Stanislao Mancini    | 1881–1885         |
| Agostino Depretis             | 1885–1885         |
| Carlo Felice Nicolis          | 1885–1887         |
| Agostino Depretis             | 1887–1887         |
| Francesco Crispi              | 1887–1891         |
| Antonio Starabba di Rudinì    | 1891–1892         |
| Benedetto Brin                | 1892–1893         |
| Barone Alberto de Blanc       | 1893–1896         |
| Onorato Caetani               | 1896–1896         |
| Emilio Visconti-Venosta       | 1896–1898         |
| Raffaele Cappelli             | 1898–1898         |
| Felice Napoleone Canevaro     | 1898–1899         |
| Emilio Visconti-Venosta       | 1899–1901         |
| Giulio Prinetti               | 1901–1903         |
| Enrico Morin                  | 1903–1903         |
| Tommaso Tittoni               | 1903–1905         |
| Antonino Paternò-Castello     | 1905–1906         |
| Francesco Guicciardini        | 1906–1906         |
| Tommaso Tittoni               | 1906–1909         |
| Francesco Guicciardini        | 1909–1910         |
| Antonino Paternò-Castello     | 1910–1914         |
| Sidney Sonnino                | 1914–1919         |
| Tommaso Tittoni               | 1919–1919         |
| Vittorio Scialoja             | 1919–1920         |
| Carlo Sforza                  | 1920–1921         |
| Pietro Tommasi della Torretta | 1921–1922         |
| Carlo Schanzer                | 1922–1922         |
| Benito Mussolini              | 1922–1929         |
| Dino Grandi                   | 1929–1932         |
| Benito Mussolini              | 1932–1936         |
| Galeazzo Ciano                | 1936–1943         |
| Benito Mussolini              | 1943–1943         |
| Raffaele Guariglia            | 1943–1944         |
| Pietro Badoglio               | 1944–1944         |
| Ivanoe Bonomi                 | 1944–1944         |
| Alcide De Gasperi             | 1944–1946         |

## Republika Włoska
| Minister                   | Okres urzędowania                       | Ugrupowanie                       | Premier (rząd)           |
| -------------------------- | --------------------------------------- | --------------------------------- | ------------------------ |
| Zgromadzenie Konstytucyjne |                                         |                                   |                          |
| Alcide De Gasperi          | 13 lipca 1946 – 18 października 1946    | Chrześcijańska Demokracja         | Alcide De Gasperi (II)   |
| Pietro Nenni               | 18 października 1946 – 28 stycznia 1947 | Włoska Partia Socjalistyczna      | Alcide De Gasperi (II)   |
| Carlo Sforza               | 2 lutego 1947 – 31 maja 1947            | Włoska Partia Republikańska       | Alcide De Gasperi (III)  |
| Carlo Sforza               | 31 maja 1947 – 23 maja 1948             | Włoska Partia Republikańska       | Alcide De Gasperi (IV)   |
| 1. kadencja parlamentu     |                                         |                                   |                          |
| Carlo Sforza               | 23 maja 1948 – 12 stycznia 1950         | Włoska Partia Republikańska       | Alcide De Gasperi (V)    |
| Carlo Sforza               | 27 stycznia 1950 – 26 lipca 1951        | Włoska Partia Republikańska       | Alcide De Gasperi (VI)   |
| Alcide De Gasperi          | 26 lipca 1951 – 16 lipca 1953           | Chrześcijańska Demokracja         | Alcide De Gasperi (VII)  |
| 2. kadencja parlamentu     |                                         |                                   |                          |
| Alcide De Gasperi          | 16 lipca 1953 – 17 sierpnia 1953        | Chrześcijańska Demokracja         | Alcide De Gasperi (VIII) |
| Giuseppe Pella             | 17 sierpnia 1953 – 18 stycznia 1954     | Chrześcijańska Demokracja         | Giuseppe Pella           |
| Attilio Piccioni           | 18 stycznia 1954 – 10 lutego 1954       | Chrześcijańska Demokracja         | Amintore Fanfani (I)     |
| Attilio Piccioni           | 10 lutego 1954 – 19 września 1954       | Chrześcijańska Demokracja         | Mario Scelba             |
| Gaetano Martino            | 19 września 1954 – 6 lipca 1955         | Włoska Partia Liberalna           | Mario Scelba             |
| Gaetano Martino            | 6 lipca 1955 – 19 maja 1957             | Włoska Partia Liberalna           | Antonio Segni (I)        |
| Giuseppe Pella             | 19 maja 1957 – 1 lipca 1958             | Chrześcijańska Demokracja         | Adone Zoli               |
| 3. kadencja parlamentu     |                                         |                                   |                          |
| Amintore Fanfani           | 1 lipca 1958 – 15 lutego 1959           | Chrześcijańska Demokracja         | Amintore Fanfani (II)    |
| Giuseppe Pella             | 15 lutego 1959 – 25 marca 1960          | Chrześcijańska Demokracja         | Antonio Segni (II)       |
| Antonio Segni              | 25 marca 1960 – 26 lipca 1960           | Chrześcijańska Demokracja         | Fernando Tambroni        |
| Antonio Segni              | 26 lipca 1960 – 21 lutego 1962          | Chrześcijańska Demokracja         | Amintore Fanfani (III)   |
| Antonio Segni              | 21 lutego 1962 – 7 maja 1962            | Chrześcijańska Demokracja         | Amintore Fanfani (IV)    |
| Amintore Fanfani (p.o.)    | 7 maja 1962 – 29 maja 1962              | Chrześcijańska Demokracja         | Amintore Fanfani (IV)    |
| Attilio Piccioni           | 29 maja 1962 – 21 czerwca 1963          | Chrześcijańska Demokracja         | Amintore Fanfani (IV)    |
| 4. kadencja parlamentu     |                                         |                                   |                          |
| Attilio Piccioni           | 21 czerwca 1963 – 4 grudnia 1963        | Chrześcijańska Demokracja         | Giovanni Leone (I)       |
| Giuseppe Saragat           | 4 grudnia 1963 – 22 lipca 1964          | Włoska Partia Socjaldemokratyczna | Aldo Moro (I)            |
| Giuseppe Saragat           | 22 lipca 1964 – 28 grudnia 1964         | Włoska Partia Socjaldemokratyczna | Aldo Moro (II)           |
| Aldo Moro (p.o.)           | 28 grudnia 1964 – 5 marca 1965          | Chrześcijańska Demokracja         | Aldo Moro (II)           |
| Amintore Fanfani           | 5 marca 1965 – 30 grudnia 1965          | Chrześcijańska Demokracja         | Aldo Moro (II)           |
| Aldo Moro (p.o.)           | 30 grudnia 1965 – 23 lutego 1966        | Chrześcijańska Demokracja         | Aldo Moro (II)           |
| Amintore Fanfani           | 23 lutego 1966 – 5 czerwca 1968         | Chrześcijańska Demokracja         | Aldo Moro (III)          |
| Aldo Moro (p.o.)           | 5 czerwca 1968 – 24 czerwca 1968        | Chrześcijańska Demokracja         | Aldo Moro (III)          |
| 5. kadencja parlamentu     |                                         |                                   |                          |
| Giuseppe Medici            | 24 czerwca 1968 – 12 grudnia 1968       | Chrześcijańska Demokracja         | Giovanni Leone (II)      |
| Pietro Nenni               | 12 grudnia 1968 – 5 sierpnia 1969       | Włoska Partia Socjalistyczna      | Mariano Rumor (I)        |
| Aldo Moro                  | 5 sierpnia 1969 – 23 marca 1970         | Chrześcijańska Demokracja         | Mariano Rumor (II)       |
| Aldo Moro                  | 27 marca 1970 – 6 sierpnia 1970         | Chrześcijańska Demokracja         | Mariano Rumor (III)      |
| Aldo Moro                  | 6 sierpnia 1970 – 17 lutego 1972        | Chrześcijańska Demokracja         | Emilio Colombo           |
| Aldo Moro                  | 17 lutego 1972 – 26 czerwca 1972        | Chrześcijańska Demokracja         | Giulio Andreotti (II)    |
| 6. kadencja parlamentu     |                                         |                                   |                          |
| Giuseppe Medici            | 26 lipca 1972 – 7 lipca 1973            | Chrześcijańska Demokracja         | Giulio Andreotti (II)    |
| Aldo Moro                  | 7 lipca 1973 – 14 marca 1974            | Chrześcijańska Demokracja         | Mariano Rumor (IV)       |
| Aldo Moro                  | 14 marca 1974 – 23 listopada 1974       | Chrześcijańska Demokracja         | Mariano Rumor (V)        |
| Mariano Rumor              | 23 listopada 1974 – 12 lutego 1976      | Chrześcijańska Demokracja         | Aldo Moro (IV)           |
| Mariano Rumor              | 12 lutego 1976 – 29 lipca 1976          | Chrześcijańska Demokracja         | Aldo Moro (V)            |
| 7. kadencja parlamentu     |                                         |                                   |                          |
| Arnaldo Forlani            | 29 lipca 1976 – 11 marca 1978           | Chrześcijańska Demokracja         | Giulio Andreotti (III)   |
| Arnaldo Forlani            | 11 marca 1978 – 20 marca 1979           | Chrześcijańska Demokracja         | Giulio Andreotti (IV)    |
| Arnaldo Forlani            | 20 marca 1979 – 4 sierpnia 1979         | Chrześcijańska Demokracja         | Giulio Andreotti (V)     |
| 8. kadencja parlamentu     |                                         |                                   |                          |
| Franco Maria Malfatti      | 4 sierpnia 1979 – 15 stycznia 1980      | Chrześcijańska Demokracja         | Francesco Cossiga (I)    |
| Attilio Ruffini            | 15 stycznia 1980 – 4 kwietnia 1980      | Chrześcijańska Demokracja         | Francesco Cossiga (I)    |
| Emilio Colombo             | 4 kwietnia 1980 – 18 października 1980  | Chrześcijańska Demokracja         | Francesco Cossiga (II)   |
| Emilio Colombo             | 18 października 1980 – 26 czerwca 1981  | Chrześcijańska Demokracja         | Arnaldo Forlani          |
| Emilio Colombo             | 28 czerwca 1981 – 23 sierpnia 1982      | Chrześcijańska Demokracja         | Giovanni Spadolini (I)   |
| Emilio Colombo             | 23 sierpnia 1982 – 1 grudnia 1982       | Chrześcijańska Demokracja         | Giovanni Spadolini (II)  |
| Emilio Colombo             | 1 grudnia 1982 – 4 sierpnia 1983        | Chrześcijańska Demokracja         | Amintore Fanfani (V)     |
| 9. kadencja parlamentu     |                                         |                                   |                          |
| Giulio Andreotti           | 4 sierpnia 1983 – 1 sierpnia 1986       | Chrześcijańska Demokracja         | Bettino Craxi (I)        |
| Giulio Andreotti           | 1 sierpnia 1986 – 17 kwietnia 1987      | Chrześcijańska Demokracja         | Bettino Craxi (II)       |
| Giulio Andreotti           | 17 kwietnia 1987 – 28 lipca 1987        | Chrześcijańska Demokracja         | Amintore Fanfani (VI)    |
| 10. kadencja parlamentu    |                                         |                                   |                          |
| Giulio Andreotti           | 28 lipca 1987 – 13 kwietnia 1988        | Chrześcijańska Demokracja         | Giovanni Goria           |
| Giulio Andreotti           | 13 kwietnia 1988 – 22 lipca 1989        | Chrześcijańska Demokracja         | Ciriaco De Mita          |
| Gianni De Michelis         | 22 lipca 1989 – 12 kwietnia 1991        | Włoska Partia Socjalistyczna      | Giulio Andreotti (VI)    |
| Gianni De Michelis         | 12 kwietnia 1991 – 28 czerwca 1992      | Włoska Partia Socjalistyczna      | Giulio Andreotti (VII)   |
| 11. kadencja parlamentu    |                                         |                                   |                          |
| Vincenzo Scotti            | 28 czerwca 1992 – 29 lipca 1992         | Chrześcijańska Demokracja         | Giuliano Amato (I)       |
| Giuliano Amato (p.o.)      | 29 lipca 1992 – 1 sierpnia 1992         | Włoska Partia Socjalistyczna      | Giuliano Amato (I)       |
| Emilio Colombo             | 1 sierpnia 1992 – 28 kwietnia 1993      | Chrześcijańska Demokracja         | Giuliano Amato (I)       |
| Beniamino Andreatta        | 28 kwietnia 1993 – 19 kwietnia 1994     | Chrześcijańska Demokracja         | Carlo Azeglio Ciampi     |
| Leopoldo Elia (p.o.)       | 19 kwietnia 1994 – 10 maja 1994         | Włoska Partia Ludowa              | Carlo Azeglio Ciampi     |
| 12. kadencja parlamentu    |                                         |                                   |                          |
| Antonio Martino            | 10 maja 1994 – 17 czerwca 1995          | Forza Italia                      | Silvio Berlusconi (I)    |
| Susanna Agnelli            | 17 stycznia 1995 – 17 maja 1996         | bezpartyjny                       | Lamberto Dini            |
| 13. kadencja parlamentu    |                                         |                                   |                          |
| Lamberto Dini              | 17 maja 1996 – 21 października 1998     | Drzewo Oliwne                     | Romano Prodi (I)         |
| Lamberto Dini              | 21 października 1998 – 22 grudnia 1999  | Drzewo Oliwne                     | Massimo D’Alema (I)      |
| Lamberto Dini              | 22 grudnia 1999 – 25 kwietnia 2000      | Drzewo Oliwne                     | Massimo D’Alema (II)     |
| Lamberto Dini              | 25 kwietnia 2000 – 6 czerwca 2001       | Drzewo Oliwne                     | Giuliano Amato (II)      |
| Giuliano Amato             | 6 czerwca 2001 – 11 czerwca 2001        | Drzewo Oliwne                     | Giuliano Amato (II)      |
| 14. kadencja parlamentu    |                                         |                                   |                          |
| Renato Ruggiero            | 11 czerwca 2001 – 6 stycznia 2002       | bezpartyjny                       | Silvio Berlusconi (II)   |
| Silvio Berlusconi (p.o.)   | 6 stycznia 2002 – 14 listopada 2002     | Forza Italia                      | Silvio Berlusconi (II)   |
| Franco Frattini            | 14 listopada 2002 – 18 listopada 2004   | Forza Italia                      | Silvio Berlusconi (II)   |
| Gianfranco Fini            | 18 listopada 2004 – 23 kwietnia 2005    | Sojusz Narodowy                   | Silvio Berlusconi (II)   |
| Gianfranco Fini            | 23 kwietnia 2005 – 17 maja 2006         | Sojusz Narodowy                   | Silvio Berlusconi (III)  |
| 15. kadencja parlamentu    |                                         |                                   |                          |
| Massimo D’Alema            | 17 maja 2006 – 8 maja 2008              | Partia Demokratyczna              | Romano Prodi (II)        |
| 16. kadencja parlamentu    |                                         |                                   |                          |
| Franco Frattini            | 8 maja 2008 – 16 listopada 2011         | Lud Wolności                      | Silvio Berlusconi (IV)   |
| Giulio Terzi di Sant’Agata | 16 listopada 2011 – 26 marca 2013       | bezpartyjny                       | Mario Monti              |
| Mario Monti (p.o.)         | 26 marca 2013 – 28 kwietnia 2013        | Wybór Obywatelski                 | Monti                    |
| 17. kadencja parlamentu    |                                         |                                   |                          |
| Emma Bonino                | 28 kwietnia 2013 – 22 lutego 2014       | Włoscy Radykałowie                | Enrico Letta             |
| Federica Mogherini         | 22 lutego 2014 – 31 października 2014   | Partia Demokratyczna              | Matteo Renzi             |
| Paolo Gentiloni            | 31 października 2014 – 12 grudnia 2016  | Partia Demokratyczna              | Matteo Renzi             |
| Angelino Alfano            | 12 grudnia 2016 – 1 czerwca 2018        | Nowa Centroprawica                | Paolo Gentiloni          |
| 18. kadencja parlamentu    |                                         |                                   |                          |
| Enzo Moavero Milanesi      | 1 czerwca 2018 – 5 września 2019        | bezpartyjny                       | Giuseppe Conte (I)       |
| Luigi Di Maio              | 5 września 2019 – 13 lutego 2021        | Ruch Pięciu Gwiazd                | Giuseppe Conte (II)      |
| Luigi Di Maio              | 13 lutego 2021 – 22 października 2022   | Ruch Pięciu Gwiazd                | Mario Draghi             |
| 19. kadencja parlamentu    |                                         |                                   |                          |
| Antonio Tajani             | 22 października 2022 –                  | Forza Italia                      | Giorgia Meloni           |